# 친란
친란(중국어 간체자: 秦岚, 정체자: 秦嵐, 병음: Qín Lán, 한자음: 진람, 1979년 7월 17일~)은 중화인민공화국의 배우, 가수, 모델이다. 《연희공략》의 부찰용음 역으로 잘 알려져 있다.

## 출연 작품

### 텔레비전 드라마
- 《추신인적사고》(1999): 웡샤오위(翁小雨) 역
- 《대당정사》(2001): 무재인(武才人) 역
- 《황제의 딸3》(2003): 진지화(陳知畫) 역
- 《나와 강시의 데이트3》(2004): 웨인핑(岳銀瓶) 역
- 《용표》(2004): 범윤옥(范潤玉) 역
- 《풍운2》(2005): 위추추(於楚楚) 역
- 《중화영웅》(2005): 무슈뤄(木修罗) 역
- 《우견일렴유몽》(2007): 왕뤼핑(汪綠萍) 역
- 《흑삼각》(2007): 청쑤전(程素貞) 역
- 《신 황제의 딸》(2011): 두설음(杜雪吟) 역
- 《마마아애니》(2011): 웨쥐니(岳菊妮) 역
- 《곤곤홍진》(2013): 구하이탕(顧海棠) 역
- 《비연물요》(2013): 류린(劉琳) 역
- 《창전기》(2014): 뤄옌(洛顏) 역
- 《신조협려》(2014): 하향(荷香) 역
- 《찰문상애파》(2016): 차이춘니(蔡春妮) 역
- 《연희공략》(2018): 부찰 용음(富察·容音) 역
- 《야공중최섬량적성》(2019): 팡이란(方怡然) 역
- 《민초기인전》(2020): 진슈냥(金繡娘) 역
- 《괴니과분미려》(2020): 모샹완(莫向晚) 역
- 《이지파생활》(2021): 선뤄신(沈若歆) 역
- 《전가》(2022): 이중링(易钟灵) 역
- 《섬요적타》(2023): 관원(管文) 역

### 영화
- 《초한지: 영웅의 부활》(2012): 여치(呂雉) 역
- 《레이징 파이어》(2021): 란커잉(藍可盈) 역